# Supercoppa francese 2016 (pallavolo maschile)
La Supercoppa francese 2016 si è svolta il 15 ottobre 2016: al torneo hanno partecipato due squadre di club francesi e la vittoria finale è andata per la prima volta al Gazélec Football Club Ajaccio Volley-Ball.

## Regolamento
Le squadre hanno disputato una gara unica.

## Squadre partecipanti
| Squadra         | Qualificazione                      | Ultima partecipazione    |
| --------------- | ----------------------------------- | ------------------------ |
| Paris           | Vincitrice Ligue A 2015-16          | Supercoppa francese 2015 |
| Gazélec Ajaccio | Vincitrice Coppa di Francia 2015-16 | Debutto                  |

## Torneo
| 15 ottobre 2016 U Palatinu, Ajaccio Durata: ? - Spettatori: ? | Paris | 2 - 3 | Gazélec Ajaccio | 25-23, 25-27, 25-21, 20-25, 16-18 |